# Пембрук-колледж (Кембридж)
Пе́мбрук-ко́лледж (англ. Pembroke College) — один из 31 колледжей Кембриджского университета в Великобритании. Основан в 1347 году.

## История
Колледж основан Марией де Шатильон (около 1303—1377), вдовой Эмера де Валенса, 2-го графа Пембрука (1270/1275—1324) и назван в его честь. Элементы герба графа Пембрука по прежнему изображены на гербе колледжа.

## Известные выпускники
- Айдл, Эрик — британский актёр-комик, сценарист.
- Батерст, Роберт — английский актёр театра, телевидения и кино.
- Гриндал, Эдмунд — 72-й архиепископ Кентерберийский (1575—1583).
- Диксон, Пирсон — британский дипломат, постоянный представитель при ООН (1954—1960).
- Дональдсон, Саймон — британский математик, лауреат Филдсовской премии и Премии Шао.
- Лайл, Гэвин — английский писатель.
- Питт, Уильям Младший — 16-й премьер-министром Великобритании (1783—1801).
- Ричардс, Джордж Максвелл — 4-й президент Тринидада и Тобаго (2003—2013).
- Роджерс, Джон — богослов, переводчик и комментатор первой авторизованной английской Библии. Первый английский протестантский мученик.
- Салстон, Джон — британский биолог, лауреат Нобелевской премии в области медицины и физиологии (2002).
- Сиденхем, Томас — английский врач, «отец английской медицины» — реформатор практической медицины.
- Спенсер, Эдмунд — английский поэт елизаветинской эпохи, прививший английскому стиху сладкозвучие и музыкальность.
- Стокс, Джордж Габриель — английский математик, механик и физик-теоретик ирландского происхождения.
- Уильямс, Роджер — английский и американский протестантский теолог, один из первых сторонников свободы вероисповедания и секуляризма, основатель колонии в Провиденс (сейчас столица штата Род-Айленд, США).
- Уитгифт, Джон — 73-й архиепископ Кентерберийский (1583—1604).
- Харрис, Наоми — британская актриса.
- Хиддлстон, Том — английский актёр и продюсер, лауреат премий Лоренса Оливье и «Золотой глобус».
- Шарп, Том — английский писатель-сатирик.

- Пемброк-колледж
- Главный вход в колледж на Трампингтон-стрит
- Церковь колледжа
(один из первых проектов Кристофера Рена)
- Старый двор
- Старый двор
- Здание библиотеки колледжа
- Вход в колледж на Пембрук-стрит
- Новый двор
- Памятник
Уильяму Питту